# Joybringer
«Joybringer» es una canción interpretada por la banda británica de rock Manfred Mann's Earth Band. Fue publicada como sencillo el 10 de agosto de 1973, y alcanzó el puesto #9 en la lista de sencillos del Reino Unido.

## Antecedentes
El teclista Manfred Mann comenzó su carrera en la década de 1960 con la banda homónima que tuvo éxitos como «Do Wah Diddy Diddy» y «The Mighty Quinn» de Bob Dylan, y luego pasó a Manfred Mann Chapter Three, inspirado en el jazz fusión, antes de formar la Earth Band en 1971. Sintiendo que Chapter Three había sufrido demasiadas reglas autoimpuestas, frustrado al interpretar solamente las composiciones de Mike Hugg la mayoría de las veces y el hecho de no ser una empresa económicamente factible (debido a la cantidad de músicos involucrados) fueron todas las razones para formar el nuevo grupo, que estaba abierto a canciones de fuera de la banda (como los primeros grupos de Mann) y se desarrolló debido a los diferentes estilos musicales de sus miembros en lugar de adherirse a un concepto musical estricto.

## Composición y temática
«Joybringer» ha sido descrita como una canción de pop progresivo y jazz rock, con efectos espaciados de sintetizador.
El interés de Mann por la música clásica inglesa del siglo XX lo llevó a adaptar Planets Suite de Gustav Holst y convertir una versión del movimiento «Júpiter» en «Joybringer».

## Lanzamientos
«Joybringer» fue publicado por primera vez como sencillo el 10 de agosto de 1973 por Vertigo Records en el Reino Unido, y el 16 de octubre de 1973 por Polydor Records en los Estados Unidos. El sencillo alcanzó el puesto #9 en el lista de sencillos del Reino Unido, convirtiéndose en la primera canción de la banda en llegar al Top 10 en ese país. También alcanzó los puestos #20 y #93 en Irlanda y Australia, respectivamente.  La canción también fue incluida en la edición estadounidense de su álbum conceptual Solar Fire (1973).
La versión original de «Joybringer» apareció en los álbumes recopilatorios de la banda Odds & Sods – Mis-takes & Out-takes (2005) y Mannthology: 50 Years of Manfred Mann's Earth Band 1971–2021 (2021), y en la caja recopilatoria de Cherry Red Records High in the Morning: The British Progressive Pop Sounds of 1973.

### Otras versiones
Manfred Mann's Earth Band regrabó la canción para su decimotercer álbum de estudio Masque (1987). Esta versión omite el puente e incluye una parte instrumental diferente a la grabación de 1973. También comienza con algunos compases de guitarra rasgueada en lugar de abrirse en frío con las voces. La versión de Masque se publicó como la canción de apertura del álbum el 9 de noviembre de 1987 por 10 Records.
El 20 de diciembre de 1999, una versión de estudio alternativa de la canción, titulada «Joybringer (extended version)», apareció como un bonus track en la reedición del álbum, publicado a través de Cohesion Records.

## Posicionamiento
| Gráfica (1973)                 | Pico de posición |
| ------------------------------ | ---------------- |
| Australia (Kent Music Report)  | 93               |
| Irlanda (Irish Singles Chart)  | 20               |
| Reino Unido (UK Singles Chart) | 9                |